# Таджикистан
Република Таджикистан (на таджикски: Ҷумҳурии Тоҷикистон; на персийски: جمهوری تاجیکستان) е високопланинска държава в Средна Азия, без излаз на море. Преди 9 септември 1991 г. Таджикистан е част от СССР като Таджикска съветска социалистическа република. Страната граничи на юг с Афганистан, на север с Киргизстан, на запад с Узбекистан и на изток с Китай. Таджикистан на персийски означава „земя на таджиките“. Страната е член на ОНД, на Организацията Ислямска конференция и на Евразийската икономическа общност.

## История
Земите на днешен Таджикистан са били заселени още от дълбока древност. През 1 век пр.н.е. те влизат в състава на държави като Согдиана, Бактрия, Персия, Империята на Селевкидите, Гръко-бактрийското царство, Кушанското царство, Кидаритското царство. От Индия прониква будизмът, а от Персия – манихейство и зороастризмът.
В началото на 6 век Държавата на ефталитите подчинява цяла Средна Азия, Афганистан, част от Северна Индия и някои райони на Източен Туркестан. Столица на ефталитската държава е град Бадиан. В средата на 6 век Средна Азия попада под нашествието на тюркски племена. След решаващата битка между тюрки и ефталити (около 562 – 565) завършва с пълната победа на Тюркския хаганат.
Към средата на 8 век Средна Азия е завоювана от арабите. Военните гарнизони са попълвани от местни войници (на арабски: таджик) от ирански произход, приели исляма от сунитското му направление. Тези войници са ядрото на етногенезиса на таджикския народ.

### Държава на Саманидите (875 – 999)
Първата таджикска държава е образувана през 875 от Исмаил Самани с център град Бухара. Държавата на Саманидите е унищожена от нашествието на узбекски племена.

### Под властта на завоеватели
- 1212 – 1220 – земите на Таджикистан влизат в състава на Иран.
- 1220 – 1370 – в състава на Монголската империя на Чингис хан.
- 1370 – 1740 – в състава на Държавата на Тимуридите.
- 1740 – 1747 – отново в състава на Иран.
- 1747 – 1920 – в състава на Бухарското ханство (така наречената Източна Бухара).
- През 1867 година северните части на територията на Таджикистан, заедно с град Худжанд влизат в състава на Туркестанското генерал-губернаторство на Руската империя.

### Таджикска ССР
През 1925 Таджикистан влиза в състава на СССР като автономна република в състава на Узбекската ССР. Град Душанбе става негова столица, който е образуван едва през 1924 година в резултат на сливането на три села: Сариосие, Шохмансур и Душанбе.
През 1929 година Таджикистан влиза в състава на СССР като съюзна република.

### Независим Таджикистан
През 1991 г. в Таджикистан се появява ислямска опозиция. След разпадането на СССР независимата таджикска държава е ръководена от Рахмон Набиев – бивш номенклатурчик от Ленинабад (Худжанд). Още слабата държавна власт е атакувана от ислямската опозиция в страната. На 11 май 1992 г. ислямската опозиция идва на власт като Набиев запазва поста си. През юни 1992 година антиислямската опозиция (секуларисти) в страната начело със Сангак Сафаров предприемат преврат в южния град Куляб. Противопоставянето довежда до междуетнически конфликт и гражданска война в Таджикистан (1992 – 1997) между секуларистите – поддръжниците на светския режим (северните райони на Худжанд и Хатлон) и ислямистите (произлизащи от бедните райони на Гарма и Горни Бадахшан). На 27 септември секуларистите завземат Кургантеппа. Кулябските метежници се реорганизират в отряди на Народния фронт, който получава поддръжката на Северен Таджикистан (Худжанд), а също и съседен Узбекистан и Русия, тъй като ислямизацията на Таджикистан заплашва геополитическото статукво в тези страни.
На 24 октомври 1992 година е направен първият опит за щурм на столицата Душанбе от страна на секуларистите. Начело на метежниците застава сподвижникът на Сафаров Емомали Рахмон. През декември 1992 година метежниците успяват без бой да завземат столицата. Сформирано е правителство, оглавявано от Емомали Рахмон. Ислямистите са изтласкани в източните части на страната и в съседен Афганистан. След засилването на властта на талибаните в Афганистан, на 27 юни 1997 година е сключено примирие между правителството на Рахмон и ислямската опозиция. Ислямистите са интегрирани в държавните структури, включително в парламента и армията.
На 3 – 10 ноември 1998 е извършен опит за метеж на секуларисткия полковник Худойбердиев в северния таджикски град Худжанд, поддържан от съседен Узбекистан.
През 1999 е извършен опит за навлизане на въоръжени отряди на узбекската ислямистка опозиция в Таджикистан, под предводителството на Намангани, от територията на Таджикистан (Гарм) в Узбекистан чрез територията на съседен Киргизстан, а по-късно и от Северен Таджикистан при град Наугарзан.
След края на гражданската война в страната започва процес на стабилизация. През 1999 се провеждат свободни избори, които опозицията определя като нечестни и фалшифицирани. На тези избори президента Емомали Рахмон е преизбран с голямо мнозинство. Руски бази и военни части продължават да пазят южната граница на страната със съседен Афганистан. След терористичното нападение от 11 септември, американски и френски военни части също са разположени на територията на Таджикистан.

## Държавно устройство
Веднага след провъзгласяването на независимостта на страната започва гражданската война в Таджикистан, в която участват проруски и ислямистки фракции, поддържани от Русия и Иран. В резултат на разпадането на Съветския съюз и гражданската война от близо 400 000 руснаци и рускоезични в Таджикистан остават едва около 60 000 души, а останалите емигрират в Русия. До 1997 гражданската война е прекратена, в страната започва процес на стабилизация, а централната власт започва да се сформира след провеждането на мирни избори (1999).
Официално Таджикистан е президентска република. Начело на държавата стои президент. Законодателната власт в страната се осъществява от таджикския парламент – Маджлиси Оли. Той се състои от две камари – горната камарата на представителите (Маджлиси мамояндоган) и долната камара на националното събрание (Маджлиси миллӣ). Последните избори от 2005, както и при предходните, международните наблюдатели и опозиционните партии отчитат известни нарушения от страна на президента Емомали Рахмон.

### Ексклави
Поради многонационалния характер на Средна Азия и особено на Ферганската долина, а и в резултат на провежданата от СССР политика на национално обособяване на народите в средноазиатската част на бившия Съветския съюз, са прокарани границите на съветските републики. Те често биват коригирани и така се стига до оформянето на няколко анклава и ексклава във Ферганската долина.
Таджикистан има три ексклава , разположени на териториите на съседните Киргизстан и Узбекистан. Най-големият от тях е ексклава Ворух. Разположен е на 45 км южно от град Исфара навътре в киргизка територия. Ексклавът заема площ от около 95 – 130 км². Населението му наброява между 23 и 29 хил. души, като от тях 95% са етнически таджики и 5 % узбеки, населяващи 17 населени места.
Другият таджикски ексклав обхваща село Сарван. Той се намира на узбекска територия, заема дълга ивица от 15 км и широка едва 1 км, намира се близо до главния път между узбекските градове Коканд и Ангрен.
Най-малкият таджикски ексклав е малко село, разположено недалеч от киргизко-таджикската граница, близо до крайната железопътна гара в киргизкия град Кайрагач.
На територията на Таджикистан няма анклави.

## Административно деление
В административно отношение Таджикистан е разделен на три области (на таджикски: вилояти), една столична област и една автономна област (на таджикски: вилояти мухтори):
1. Согдийска (бивша Ленинабадска – заема промишления север)
2. Райони на централно подчинение (заема няколко района около столицата Душанбе)
3. Хатлонска (бивша Курган-Тюбинска – заема бедния юг)

- Столична област:

град Душанбе
- Автономна област:

4. Горнобадахшанска област (заема територията на Памир)

### По-големи градове
- Худжанд
- Душанбе
- Бохтар (Курган Тюбе, Кургантеппа)
- Куляб
- Хорог

## Природа
Около 93 % от територията на Таджикистан е заета от високи планини. Около 50% от планините в страната имат надморска височина над 3000 метра. Планините на Таджикистан са основен водосборен басейн и водоизточник, като захранват всички големи реки на Средна Азия с вода – Пяндж и Амударя. Преобладава тревиста и храстова растителност, гори почти няма.
Климатът е суров, континентален със значителни денонощни и сезонни колебания на температурата на въздуха, малко количество валежи, ниска относителна влажност и незначителна облачност. Средната температура през януари се колебае от 2 до −2 °C в долините и предпланинските райони в югозападната и северната част на Таджикистан и стига до −20 °C в ниските части на Памир. Абсолютният минимум на температурата по върховете на Памир (Булункул) през зимата достига до −63 °C. Средната температура през юли е от 30 °C в ниските долини в югозападната част на страната до 0 °C и по-ниска в Памир. Абсолютният максимум на температурите през лятото достига до 48 °C (в Долен Пяндж).
| връх                           | височина | местонахождение                             |
| ------------------------------ | -------- | ------------------------------------------- |
| Ибн Сина (бивш Връх Ленин)     | 7174 м.  | на северната граница на Алайския хребет     |
| Връх Исмаил Самани             | 7495 м.  | в северната част на Горнобадахшанска област |
| Връх Ависена                   | 6974 м.  | на север от връх Исмаил Самани              |
| Връх Корнижевски               | 7105 м.  | Горнобадахшанска област                     |
| Връх Каторкухи академияй фахно | 6785 м.  | Горнобадахшанска област                     |
| Връх Конкорд                   | 5469 м.  | в хребета Каракорум                         |
| Връх Карл Маркс                | 6726 м.  | в хребета Каракорум                         |
| Връх Маяковски                 | 6096 м.  | до границата с Афганистан                   |

## Население
Според последното преброяване в Таджикистан от януари 2000 година в страната живеят 6 127 500 души. Към 1 януари 2005 година по неофициални данни броят на населението е нараснал на 7 163 506 души. Населението на Таджикистан расте с бързи темпове. през 1959 година в страната са живели 1 981 000 души, а през 1989 то наброява 5 109 000. За разлика от европейските страни на ОНД, то продължава да нараства и след 1989 година, въпреки значителната емиграция (437 хил. души за 11 години). Основният фактор, способстващ за ръста на населението е високия естествен прираст.
| област                            | 1989 година | 2000 година |
| --------------------------------- | ----------- | ----------- |
| Душанбе                           | 594         | 562         |
| Согдийска област                  | 1558        | 1870        |
| Хатлонска област                  | 1704        | 2151        |
| Горнобадахшанска автономна област | 161         | 206         |
| Райони на централно подчинение    | 1092        | 1338        |
| Общо за Република Таджикистан     | 5109        | 6127        |

Ако през съветския период в страната е нараствало градското население, то за последните 11 години то намалява. Този факт се обяснява с изселването от Таджикистан на руското население, което е предимно градско. Така селското население на Таджикистан нараства на 1 063 700 души (на 30,9 %) и делът на градското население в страната спада с 33 % през 1989 и с 26 % през 2000 година.
Намаляването на градското население като цяло води и до намаляването на населението в по-голямата част от градовете в Таджикистан, включително и това на столицата.
За 11 години рязко се изменя националният състав на населението на Таджикистан. По данни от последното преброяване делът на руското население се оказва значително по-нисък от очаквания. През 1989 година в страната има 388 500 руснаци. По данни от 1996 година те наброяват 189 500, но преброяването през 2000 година отчита едва 68 200 руснаци. Драстичното намаляване на дела на руското население се обяснява с емиграцията, породена от гражданската война в страната и естествената смъртност. Намалява и делът на узбеките в страната. От 23,5 % през 1989 до малко над 17 % през 2000 година. Този факт е свързан с емиграцията и процесите на асимилация сред узбеките. Делът на киргизите в таджикското население запазва равнището от малко над 1 %. На фона на намаляването на малцинственото население в Таджикистан се увеличава обратнопропорционално процентът на таджиките. През 1989 година те наброяват 3 172 400 или 62,3 % от населението, а през 2000 г. техният брой е вече 4 898 400 или 79,9 %.
Официалната религия в страна е ислямът, като по-голямата част от мюсюлманите (около 90%) са сунити.
- 97 % – мюсюлмани
- 2,5 % – християни (предимно православни)
- 0,5 % – други

## Стопанство
Таджикистан е предимно аграрно-индустриална страна. Спада към една от най-бедните страни в света, въпреки че има голям икономически потенциал. Продължителната гражданска война и последвалите разрушения и човешки жертви довеждат до рязък спад в икономиката на страната (БВП през 1995 съставлява едва 41 % от показателите за 1991)
Последвалите процеси на стабилизация благоприятстват за развитието на икономиката и жизненото равнище на населението значително се подобрява. БВП на Таджикистан се сформира от три сектора: селско стопанство 30,8 %, индустриалния сектор – 29,1 % и сферата на услугите – 40,1 %. Основният сектор в икономиката е държавният. На него принадлежи голямата част от крупните промишлени предприятия.

### Селско стопанство
В Таджикистан се отглеждат следните селскостопански култури:
- памук
- коприна
- пшеница
- тютюн
- зеленчукови култури
- плодове

### Енергетика
Поради наличието на големи водни ресурси в Таджикистан е добре развита енергетиката и преди всичко ВЕЦ. Страната е една от най-обезпечените с водни ресурси в света – на осмо място по абсолютни запаси (300 млрд. кВт/ч. за година). В страните от ОНД Таджикистан заема 2-ро място след Русия, а в Средна Азия – първо по запаси от водни ресурси и електричество.
Големи ВЕЦ-ове в страната са Нурекска, Сангтудинска и Рагунската ВЕЦ:

### Промишленост
В Таджикистан е развита минната промишленост (въгледобивна и газодобивна), цветната металургия (олово, цинк, бисмут, волфрам, молибден и злато) и леката промишленост, тясно свързана с преработката на памук.

### Външна търговия
Вносът се равнява на 890 млн. щатски долара (2003). Състои се от внос на черни метали, продукция от леката промишленост, автомобили, селскостопанска техника, фармацевтична продукция, медицинско оборудване и други.
Износът се равнява на 750 млн. щ.д. Състои се от износ главно на алуминий, олово, цинк, редки метали (ванадий, уранов окис), продукция на леката промишленост (памучен и копринен текстил), памук, селскостопанска продукция (зеленчуци и плодове).

## Езици
В Таджикистан се говорят следните езици:
1. индо-ирански – таджикски, ягнобски, шугно-рушански, уахи (вахански), язгуламски, ишкашимски. С изключение на първия, който е западен, останалите са част от източноиранската група.
2. тюркски – узбекски, киргизки, туркменски, уйгурски и казахски.

Таджикският език (забони тоҷикӣ) спада към източния клон на иранските езици на индоевропейското езиково семейство. Заедно с персийския, говорен в Иран и този в Афганистан, наричан още дари или дари персийски, съставя общ диалектен континуум. До 16 век таджиките и персийците в Иранското плато и Хорасан говорят общ език, но със създаването на две отделни държави – на Шайбанидитите (узбеки), под чиято власт попадат таджиките, и Сафавидската империя Архив на оригинала от 2006-04-27 в Wayback Machine., започва отделянето на таджикския диалект. През 1929 съветските власти заменят персийско-арабската писменост с латиница, а в 1940 се въвежда кирилицата. Също така в началото на 20 век „таджикски“ (тоҷикӣ) започва да се използва като название на персийския, говорен в Централна Азия. Дотогава думата „таджик“ основно е използвана за означаване на народите в Централна Азия, говорещи ирански езици, етимологията не е напълно изяснена.
Днес таджикски се говори в Таджикистан, Узбекистан и Афганистан. Има четири основни групи диалекти:
1. северни – говорят се в Узбекистан, Северен Таджикистан и Киргизстан
2. централни – в Матча, Айни (Айнӣ), Хисар (Ҳисор) и отчасти във Варзоб
3. южни – в районите на Куляб (Кӯлоб), Кургантеппа (Қурғонтеппа), Каратегин и Бадахшан
4. югоизточни – в Пандж (Панҷ) и Дарваз (Дарвоз)

В северните диалекти има влияние и заемки от тюркски езици, най-вече от узбекски, за разлика от южните, които са по-близо до дари.